# Ірена Врклян
Ірена Врклян (Белград, 21 серпня 1930 – Загреб, 23 березня 2021) — хорватська поетеса, прозаїкиня, радіодраматургиня, есеїстка, перекладачка, відома також як «хорватська Вірджинія Вулф». У хорватській літературі працювала понад п’ятдесят років. Була членкинею-кореспонденткою Хорватської академії наук і мистецтв. Співпрацювала з мультиплікаційними студіями «Керемпух» і «Дуга». Жила та працювала в Берліні як професійна письменниця й перекладачка, а в 2014 році повернулася до Загреба. У 2005 році отримала премію Владимира Назора за життєві досягнення.

## Біографія

### Молодість і освіта
Її мати була уродженкою Відня, яка переїхала до Белграда, а батько — торговельним представником, чия родина походила з Ловинця. У Белграді вона навчалася в двомовній німецько-сербській школі. Після бомбардувань 1941 року разом із батьками та молодшими сестрами Вірою і Надею переїхала до Загреба, де закінчила гімназію при монастирі черниць у Савській. Через роботу батька родина згодом переїхала до Опатії, а Ірена залишилася в Загребі через навчання. Вона вивчала археологію, етнологію та германістику на філософському факультеті Загребського університету.
У 22 роки вона виходить заміж за поета Звоніміра Голоба, який був одним із редакторів журналу Кругові. Разом із Звоніміром Голобом переклала близько тридцяти романів з німецької.
У 36 років, розлучившись і отримавши пораду, що лише емігрувавши вона зможе об'єктивно оцінити своє привілейоване загребське життя, Ірена вступає на режисуру до Академії кіно і телебачення в Берліні. Вона свідомо йде назустріч невідомому, сподіваючись на особистий і професійний розвиток.
Після переїзду до Берліна вона ще деякий час пише поезію, проте переживає творчу кризу. Саме в цей період вона знайомиться з письменником Бенно Майєром-Веллаком. Вони стають парою, і Ірена, відклавши власну творчість, допомагає Бенно подолати письменницький застій, друкуючи його тексти, що згодом склали його першу книгу Музика тротуарів.
У 2014 році, за день до свого 86-річчя, помирає Бенно Майєр-Веллак. Після його смерті Ірена повертається до Загреба. Її остання книга Протокол одного розставання – спроба зберегти їхню єдність через поєднання її власних текстів і текстів Бенно. Це твір з іншим тоном, ніж її попередні книги: окрім болю втрати, Врклян висловлює нерозуміння сучасного світу.

## Літературна діяльність
З 1960 до 1971 року працювала на телебаченні редакторкою програми Портрети і зустрічі(хорв. Portreti i susreti), для якої написала близько сімдесяти сценаріїв. Випробовувала себе в різних жанрах, опублікувавши понад двадцять книжок: поетичних збірок, романів, автобіографічної прози та есеїв. Писала також сценарії для телевізійних і радіодрам. Її твори перекладені багатьма мовами. Як професійна письменниця жила в Берліні та Загребі. У 2008 році була обрана членкинею-кореспонденткою Хорватської академії наук і мистецтв.
Свою успішну літературну й мистецьку кар’єру розпочала як частина покоління «круговашів»(«krugovaša»), до яких належала як за віком, так і за поетикою. У 1950–1960-х роках, від збірки Крик — це лише тиша (1954) до Час дружби (1963), писала поезію, близьку до сюрреалістичних принципів. Проте зі збірки Кімната, той страшний сад (1966) її стиль змінився. Вона зосередилася на аналізі існування, саморефлексії та суб’єктивній гносеології. Радіо Загреб транслювало її радіоп’єси: Небезпечний післяобідній час, Листи для однієї географічної карти, Сніг у кімнаті, Ваша Пауліна Голіш, Марина, або Час поета, Давні стрічки життя та інші.Разом із чоловіком Бенно Меєром-Велаком написала радіоп’єси Картина і Міцний, як дерево, а також переклала німецькою антологію хорватської військової лірики У цю страшну годину.
Наступний етап її творчості був позначений внутрішньою й зовнішньою еміграцією — переїздом до Берліна, перехід до нової мови та культури. В Академії кіно й телебачення в Берліні вона познайомилася з викладачем драматургії та письменником Бенно Мейєром-Веллаком, за якого вийшла заміж. Поетичний перелом у її творчості окреслює збірка У шкірі моєї сестри (1982), у якій домінують мотиви роздробленої ідентичності, ресентименту і переосмислення особистої інтимності. Ці мотиви набули художнього й естетичного завершення в автобіографічному романі Шовк, ножиці (1984), де вона через власну історію та фрагменти чужих біографій розкриває особливу чутливість, тематику та риторику жіночого письма. Таку ж здатність до злиття з досвідом іншої людини авторка демонструє у романі Дора, цієї осені (1990). Її письменницький досвід у всіх романах розгортається в «просторах між», а депресивність і трагізм буття стають центральною темою її творів. Це особливо помітно в романі Перед червоною стіною (1994), де війна та трагедія загиблих і вигнаних змушують знову звернутися до фрагментів власної пам’яті. Пошук власної ідентичності, пізнання себе через біографії інших, складний процес самопізнання та самоствердження через художнє творення стануть ключовими темами її романів: Марина, або про біографію (1987), Берлінський рукопис (1988). Разом із романом Шовк, ножиці (1984) ці твори утворюють автобіографічний тетралог, у якому окремі частини доповнюють одна одну. Телевізійну адаптацію зрежисував Едуард Галіч, а Телебачення Загреба транслювало його 1987 року.
Подорожі просторами минулого й інтимного, сцени особистої та родинної драми, які вона уважно й без самоцензури фіксує «олівцем пам’яті», визначають також її есеїстичну прозу Наші кохання, наші хвороби (2004). Свою мистецьку й інтелектуальну допитливість вона задовольняла періодичними виходами в жанр детективного роману: Остання подорож до Відня (2000) і Смерть приходить із сонцем (2002). Однак її головною літературною особливістю залишаються інтимні твори, що досліджують розпорошеність жіночої суб’єктивності, почуття викоріненості, тягар минулого, жагу до свободи письма як умову існування. Це добре видно в романах Зелені панчохи (2005) і Сестра, як за склом (2006).

## Нагороди та визнання
- Премія Тіна Уєвіча за поетичну збірку У шкірі моєї сестри (1983)
- Премія Ксавера Шандора Джальського за книгу Шовк, ножиці (1985)
- Премія Івана Горана Ковачича за роман Марина, або про біографію
- Премія Хорватської академії наук і мистецтв за роман Остання подорож до Відня
- Премія Владимира Назора за життєві досягнення (2009)
- Премія Кіклоп за збірку поезії Я крокую через кімнату (2014)

## Твори
- Крик – це лише тиша / Krik je samo tišina (1954.)
- Паралелі / Paralele (1957.)
- Речі вже далекі / Stvari već daleke (1962.)
- Час дружби / Doba prijateljstva (1966.)
- Кімната, той страшний сад / Soba, taj strašni vrt (1966.)
- У шкірі моєї сестри / U koži moje sestre (1982.)
- Шовк, ножиці / Svila, škare (1984.)
- Марина, або про біографію / Marina ili o biografiji (1987.)
- Берлінський рукопис / Berlinski rukopis (1988.)
- Дора, цієї осені / Dora, ove jeseni (1990.)
- Остання подорож до Відня / Posljednje putovanje u Beč (2000.)[11]
- Смерть приходить із сонцем / Smrt dolazi sa suncem (2002.)
- Наші кохання, наші хвороби / Naše ljubavi, naše bolesti (2004.)
- Зелені панчохи / Zelene čarape (2005.)
- Сестра, як за склом / Sestra, kao iza stakla (2006.)
- Зібрана проза 1-2 / Sabrana proza 1-2 (2006.)
- Щоденник забутої молодості / Dnevnik zaboravljene mladosti (2007.)
- Шовк зник, залишилися ножиці / Svila nestala, škare ostale (2008.)
- Лист у листі / Pismo u pismu (2009.)
- Жінки і цей божевільний світ / Žene i ovaj suludi svijet (2010.)
- Крокую крізь кімнату / Koračam kroz sobu (2014.)[12]
- Протокол одного розставання / Protokol jednog rastanka (2015.)

Низку її творів у своїй антології Żywe źródła (1996) з хорватської на польську переклала польська письменниця та перекладачка Луція Данелевська.
Разом із Бенно Майєром-Веллаком вона також переклала на німецьку антологію хорватської воєнної лірики У цю страшну мить.